# Водолікарня (Луганськ)
Луганська обласна фізіотерапевтична поліклініка імені професора О. Ю. Щербака — поліклініка, заснована 1926 року. Розташована в Ленінському районі Луганська на вулиці Володимира Даля, в так званому Старому місті.

## Будівля
Заклад розміщується у будівлі садиби початку XIX століття, з типовим фасадом № 53 з Височайше затвердженого альбому взірцевих фасадів 1809 року. Проектами фасадів альбому користувалися до затвердження нових альбомів у 1840-х роках. Будівлю побудовано в стилі класицизму. Спочатку будинок був П-образної форми, пізніше прямокутної з центральною двоповерховою частиною, прикрашеною чотириколонним портиком, та боковими одноповерховими. Наприкінці ХІХ ст. у будинку розміщувалось Гірниче відомство. 
Також у XIX столітті будівля слугувала приміщенням бібліотеки Луганського ливарного заводу. Фонди бібліотеки налічували понад 3 тисячі томів російською, англійською, німецькою та французькою мовами. Крім того в будівлі знаходився мінералогічний музей.
В 1918 році в приміщенні розміщувався уряд Донецько-Криворізької республіки, з квітня 1918 — штаб 5-ї армії під командуванням Климента Ворошилова. В 1922 році в приміщенні будівлі знаходився осередок організації «Юний Спартак». Протягом 1923–1924 років у приміщенні знаходився дитячий будинок страхової каси.

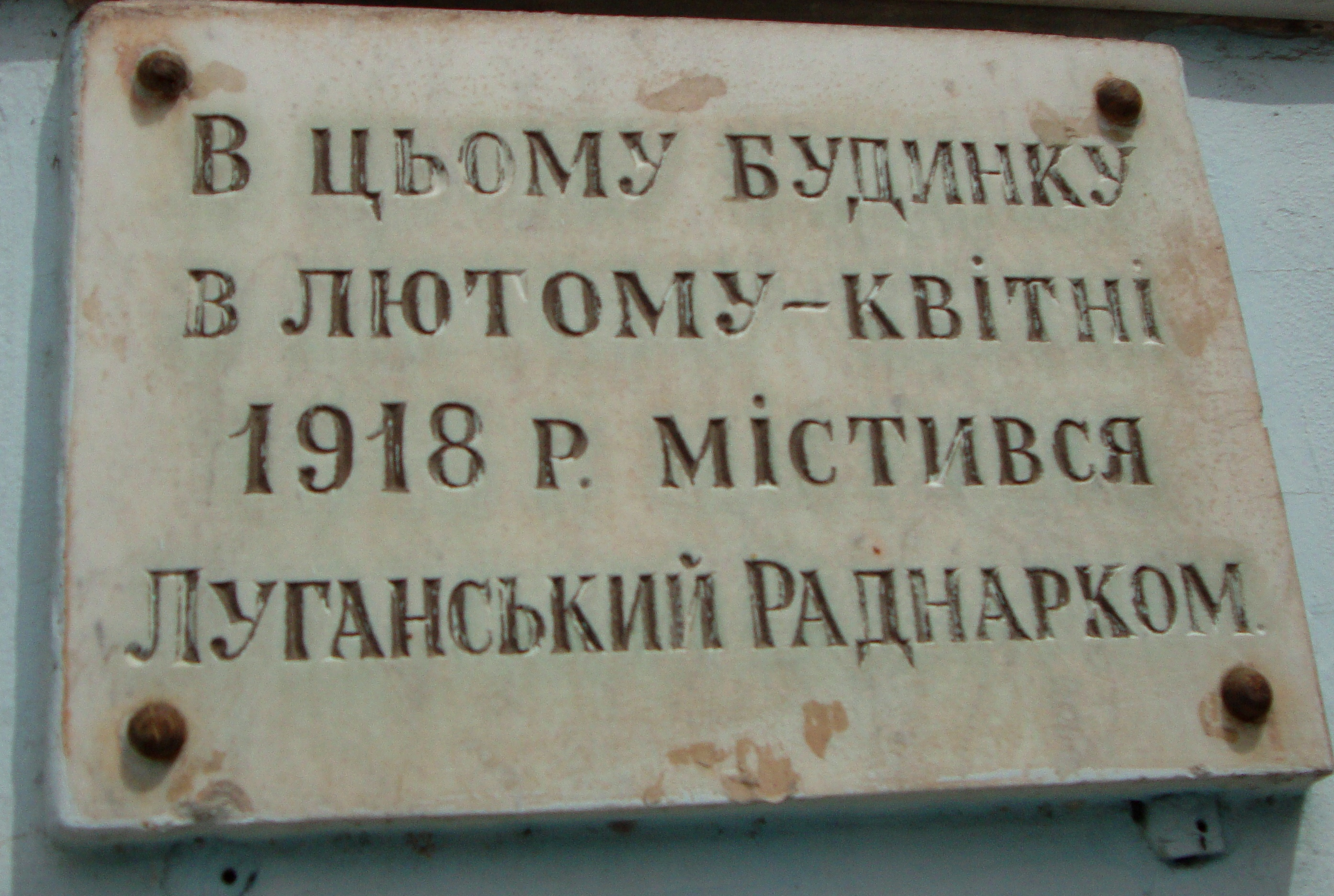
Меморіальна дошка в пам'ять про розміщення Раднаркому
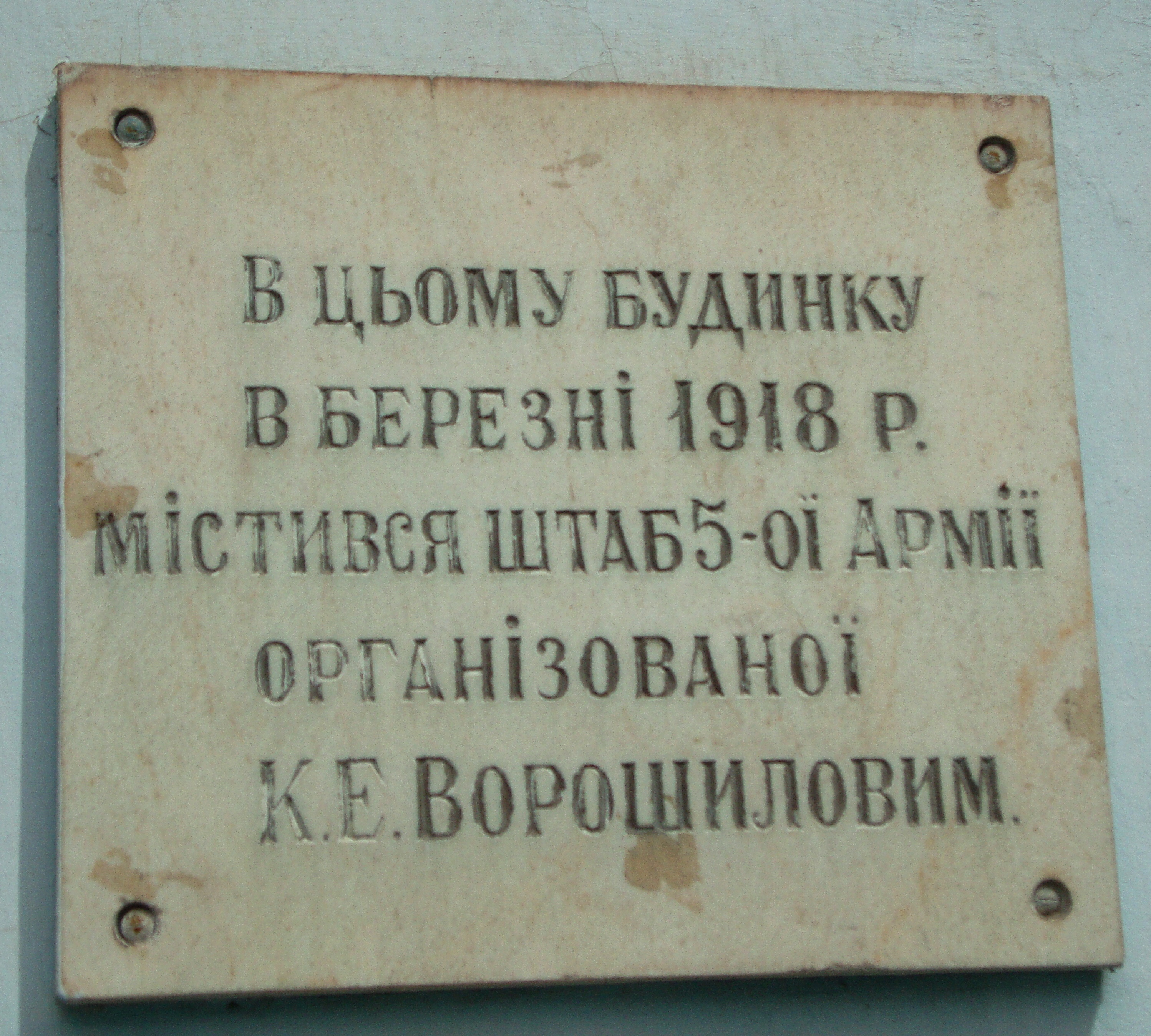
Меморіальна дошка в пам'ять про розташування штабу армії
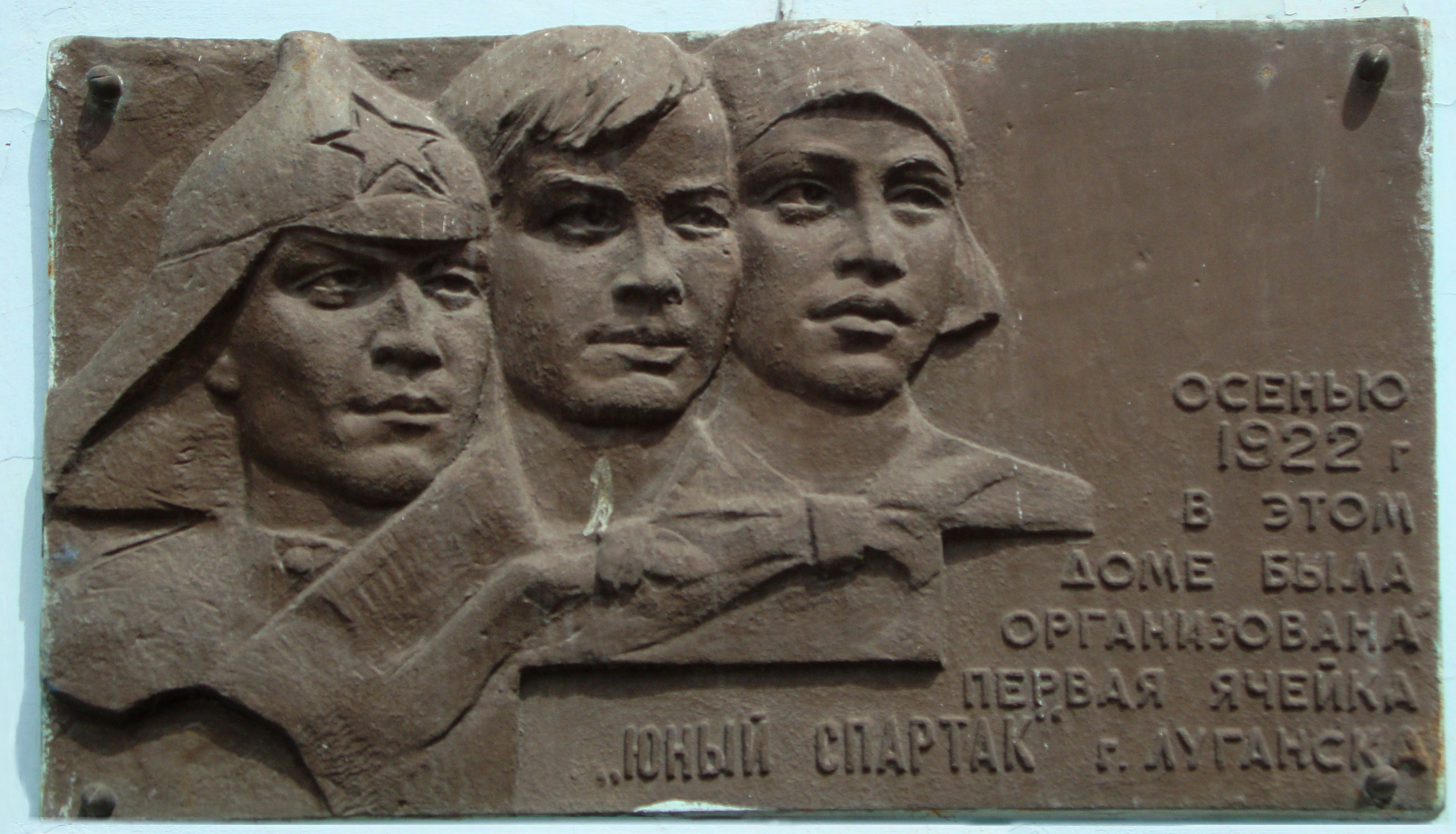
Меморіальна дошка про заснування організації «Юний Спартак»

## Створення лікарні

План споруди

Створення водолікарні у Луганську датується 1926 роком, про що свідчить протокол № 61 засідання Президіуму Луганського міськвиконкому від 30 січня 1926 року:
|  | Підтверджуючи необхідність організації округової водолікарні, запропонувати окрвідділу місцевого господарства помешкання по Англійській вулиці, в котрому знаходиться накожний ізолятор, як тільки воно буде звільнено, передати до розпорядження інспектури охорони здоров'я для організації в ньому водолікарні. |

На момент створення луганська водолікарня мала 11 осіб персоналу, в тому числі двох лікарів та двох медичних сестер. Водолікарня мала електролікувальний, світлолікувальний кабінети та водолікувальну залу. Потужність обладнання давало можливість здійснювати до 350 процедур за 6 годин. При водолікарні діяли два гуртожитки: чоловіче на 10 та жіноче на 5 ліжко-місць, при гуртожитках працювала їдальня.
При водолікарні було пробурено свердловину глибиною 760 метрів. В 1960 році було пробурено свердловину № 60, а 1984 року свердловину К-3289.
1961 року при водолікарні було побудовано ще 2 корпуси: відділення грязетерапії та інгаляторії, а 1968 на баланс установи передано будівлю військової частини.
З 1 березня 1993 року діє денний стаціонар для дітей з органічними ураженнями центральної нервової системи та порушеннями функцій опорно-рухового апарату.

## Галерея

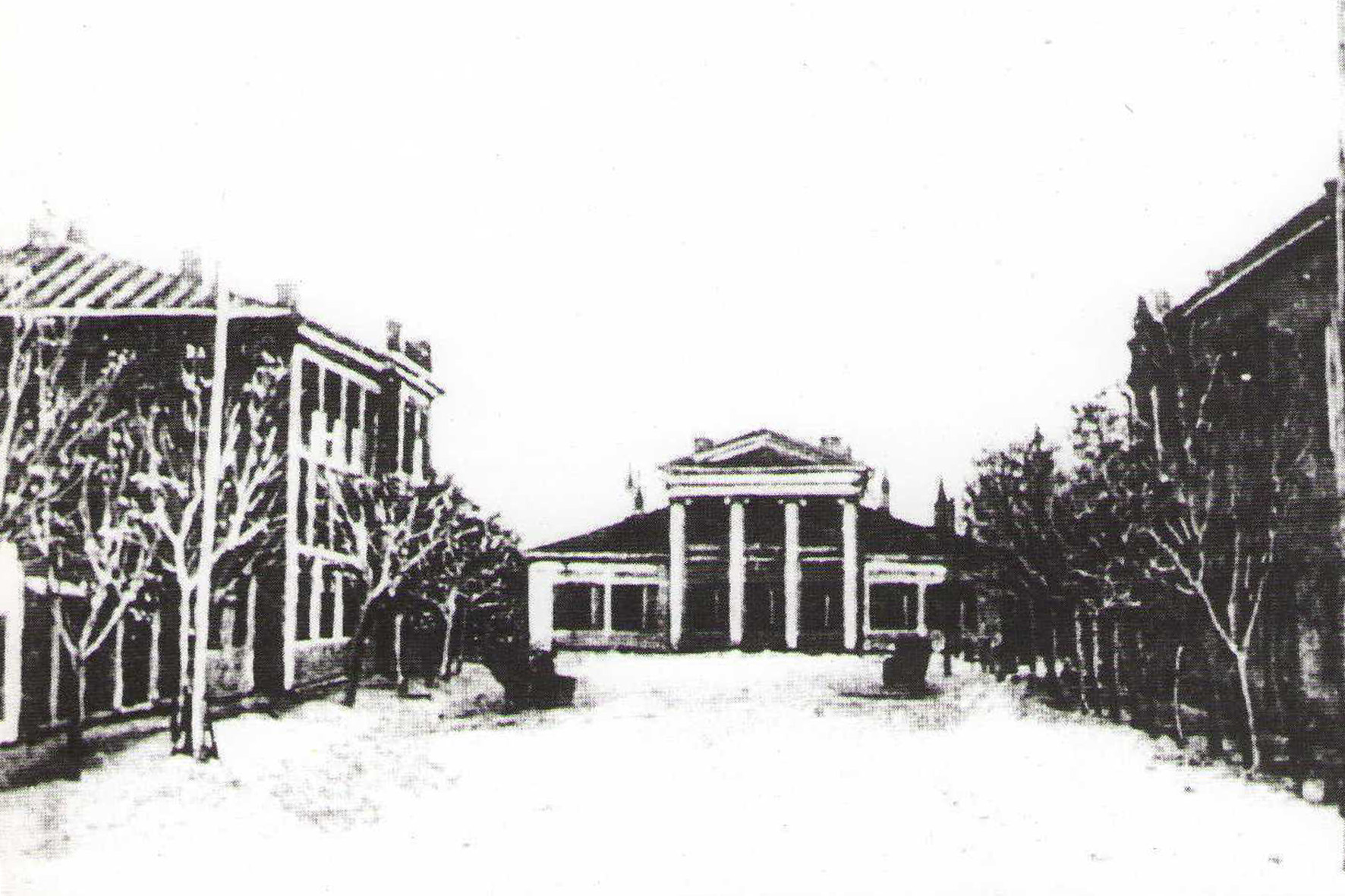
Садиба в давнину
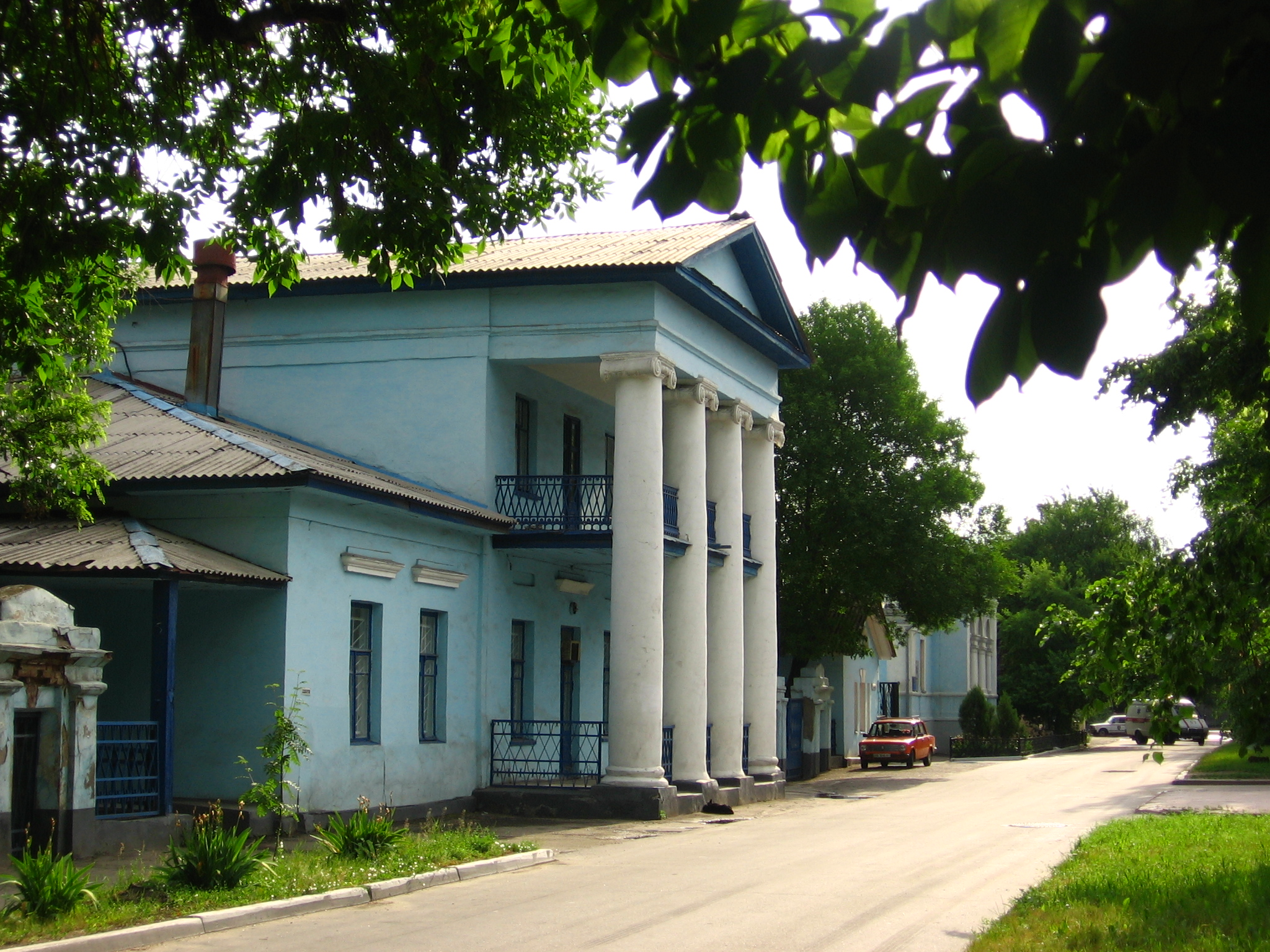
Будівля влітку
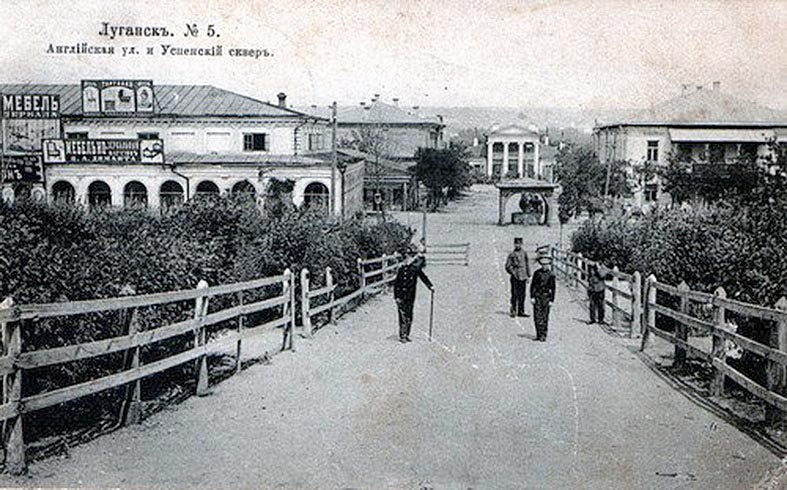
Вид на споруду з Успенського скверу